# Hans-Werner Fischer-Elfert
Hans-Werner Fischer-Elfert (Hage, 2 de setembro de 1954) é um professor alemão de egiptologia no Institut für Ägyptologie da Universidade de Leipzig, Alemanha. Recebeu seu doutorado, escrito sob a orientação do Professor Wolfgang Helck, pela Universidade de Hamburgo. Participou notavelmente na redação do Lexikon der Ägyptologie. Suas pesquisas centram-se na literatura, religião, medicina e magia egípcia antiga. É co-editor do Zeitschrift für Ägyptische Sprache und Altertumskunde ("Jornal de Língua Egípcia e Arqueologia"; ZÄS).